# درجة حرارة الغرفة

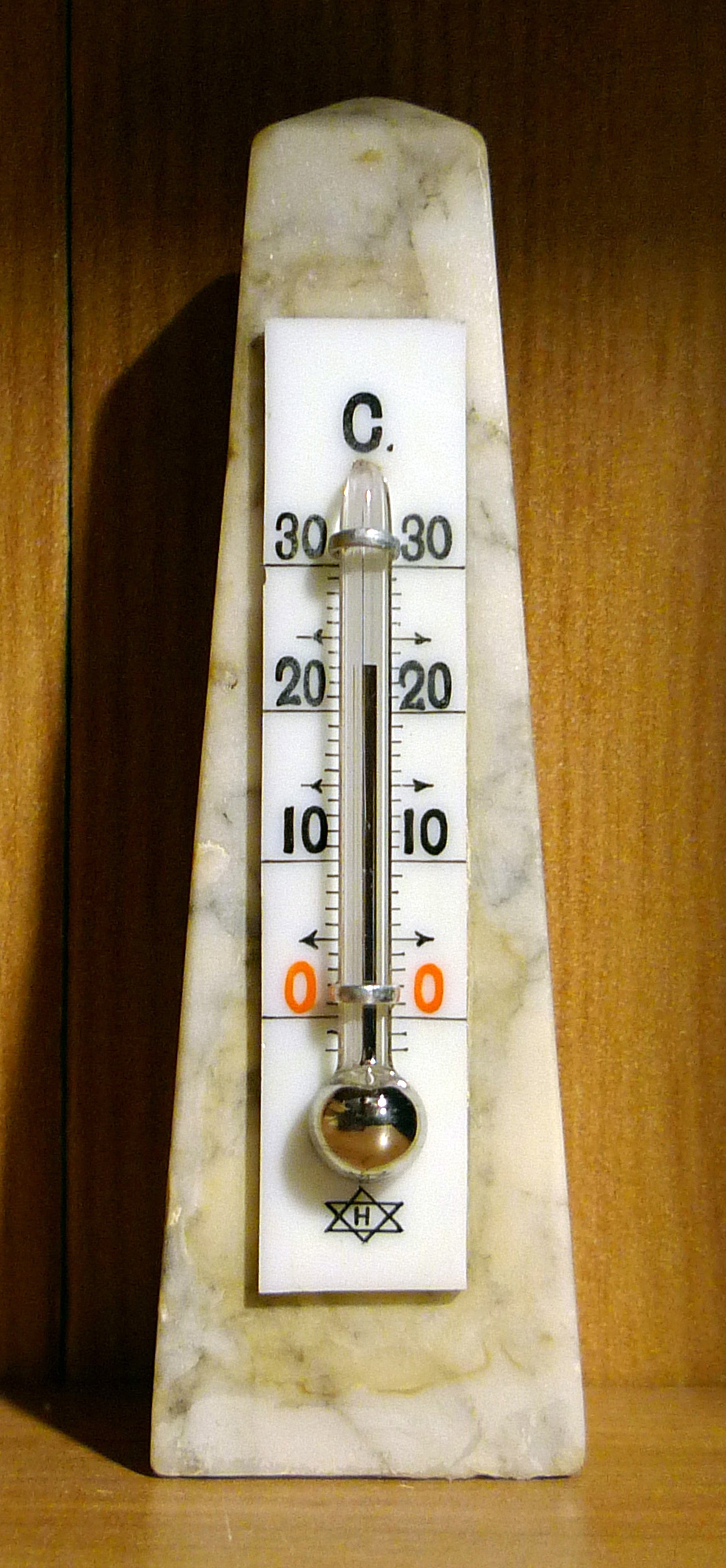
مقياس الحرارة الزئبقي يُظهر درجة الحرارة المحيطة ضمن نطاق درجة حرارة الغرفة

درجة حرارة الغرفة هي درجة حرارة قياسية، تقاس عندها باقي الصفات الفيزيائية. وهي على العموم تشير إلى درجة حرارة الوسط الذي يحيط بالإنسان في حيز مغلق من الفراغ (غرفة مثلاً).
حيث أن هناك صفات فيزيائية تتغير بتغير درجة الحرارة، فلذلك تم توحيد درجة الحرارة التي تقاس عندها هذه الصفات الفيزيائية .
تساوي درجة حرارة الغرفة 20 درجة مئوية وهذه الدرجة تعادل 68 فهرنهايت (293.15 درجة مطلقة)، وبعض المراجع العلمية جعلتها 25 درجة حرارة مئوية وهذه الدرجة تعادل 77 فهرنهايت (298.15 درجة مطلقة).